# Dolnja vas, Suha
Dolnja vas (nemško Unterdorf) je naselje v Občini Suha v Okraju Velikovec na Koroškem v Avstriji.